# 塔斯曼翼蛤
塔斯曼翼蛤（学名：Spinula tasmanica），是弯锦蛤目弯锦蛤科Spinula属的一种。主要分布于中国大陆，常栖息在水深1100米软泥底。